# JR西日本宮島フェリー
JR西日本宮島フェリー株式会社（ジェイアールにしにほんみやじまフェリー）は、広島県廿日市市に本社を置く日本の海運会社。

## 概要
西日本旅客鉄道（JR西日本）の完全子会社で、同社から鉄道連絡船である宮島連絡船（宮島口桟橋 - 宮島桟橋）の事業を承継するために設立された。本社は宮島口桟橋に置かれている。船舶に特化した運営を行うことで安全性の向上やサービスの改善を進めることが分社化して設立した目的であるとしている。設立の経緯もあり、同社により運航される宮島航路は引き続き鉄道連絡船として運航されている。航路の詳細は宮島連絡船の項目を参照のこと。
宮島連絡船の海上運送事業のほか、不動産の賃貸業と管理業も行っている。
社員はJR西日本の出向船員とプロパー社員で構成されている。きっぷの販売や改札業務はJR西日本中国メンテックに委託している。

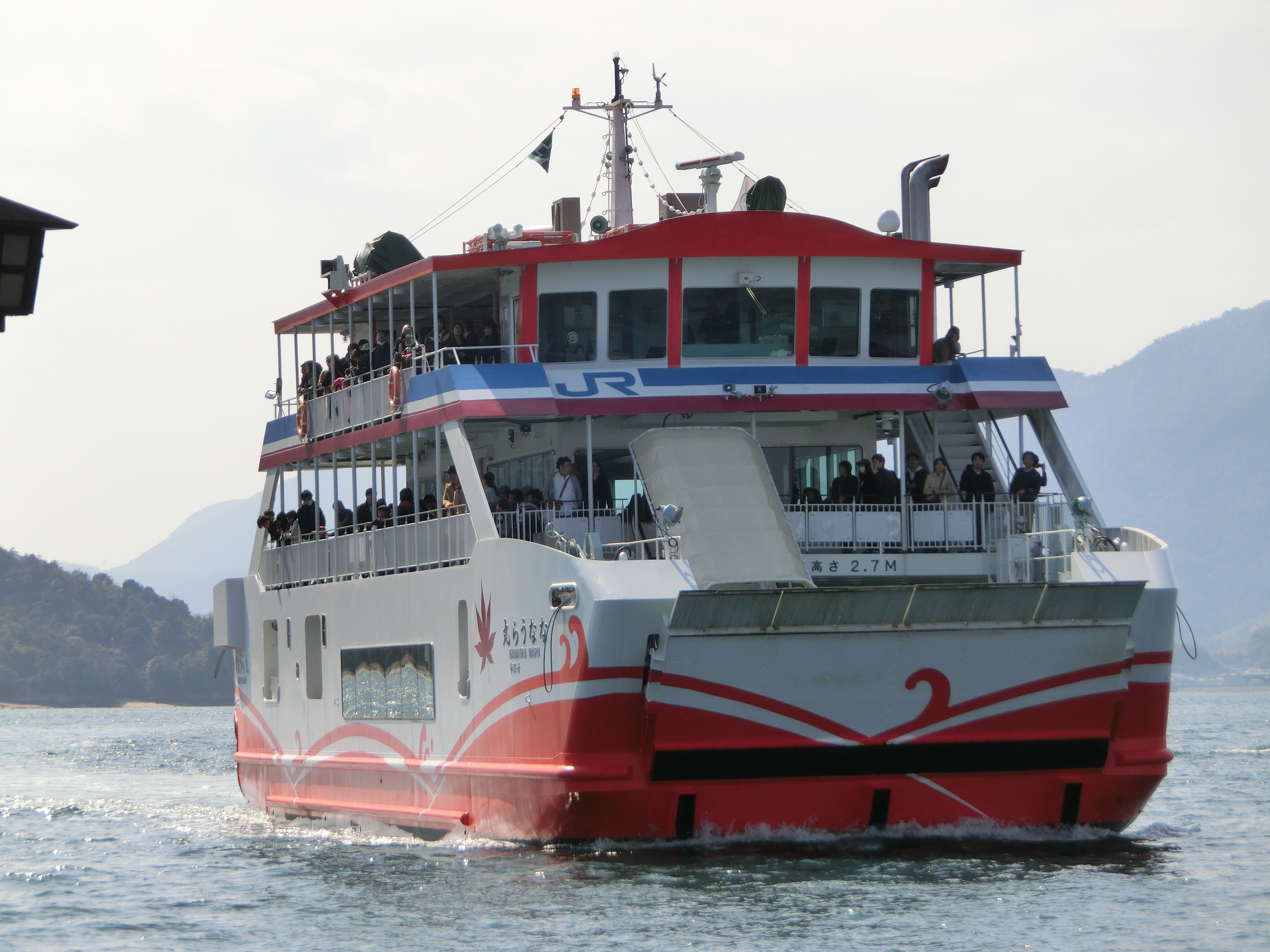
ななうら丸
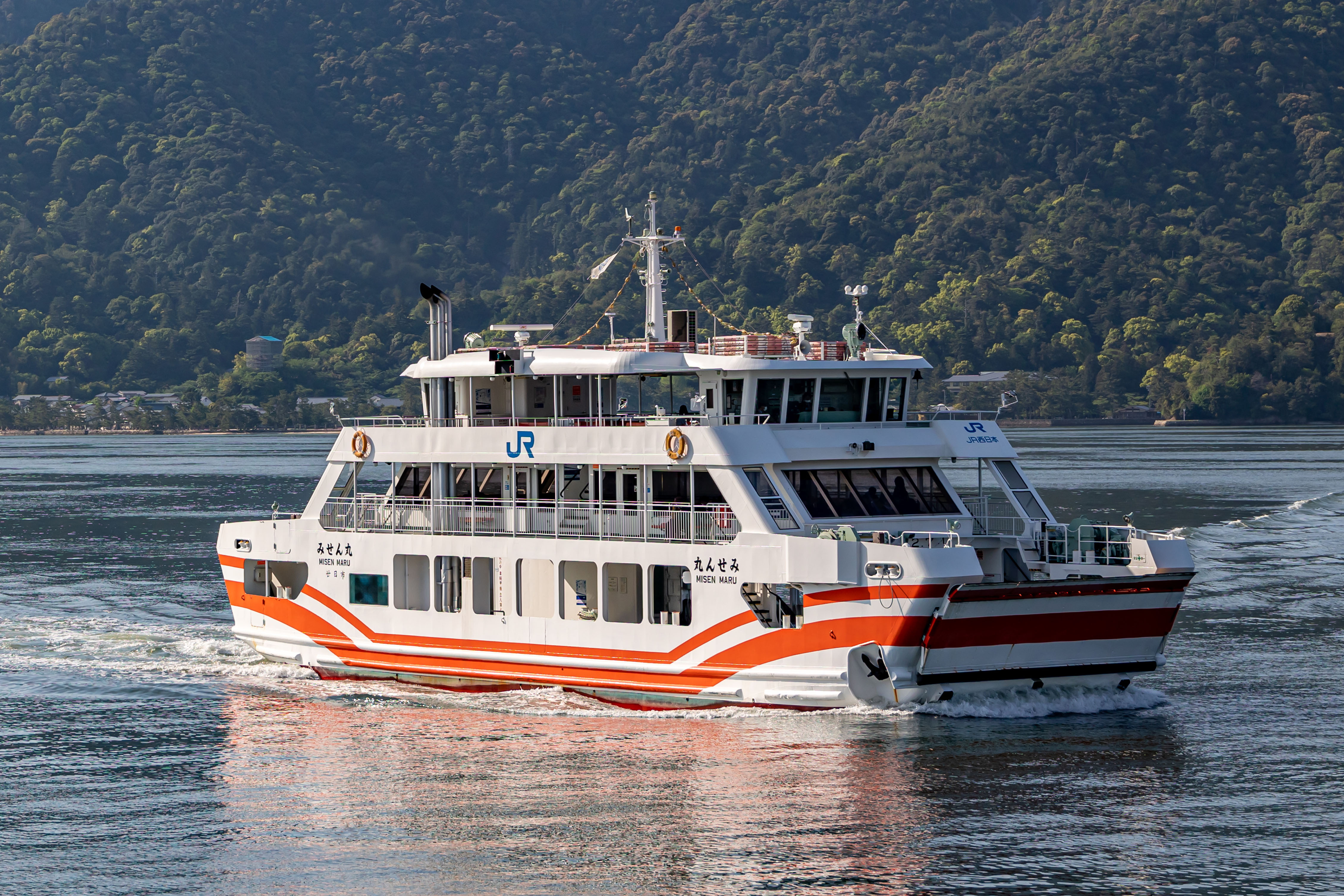
みせん丸
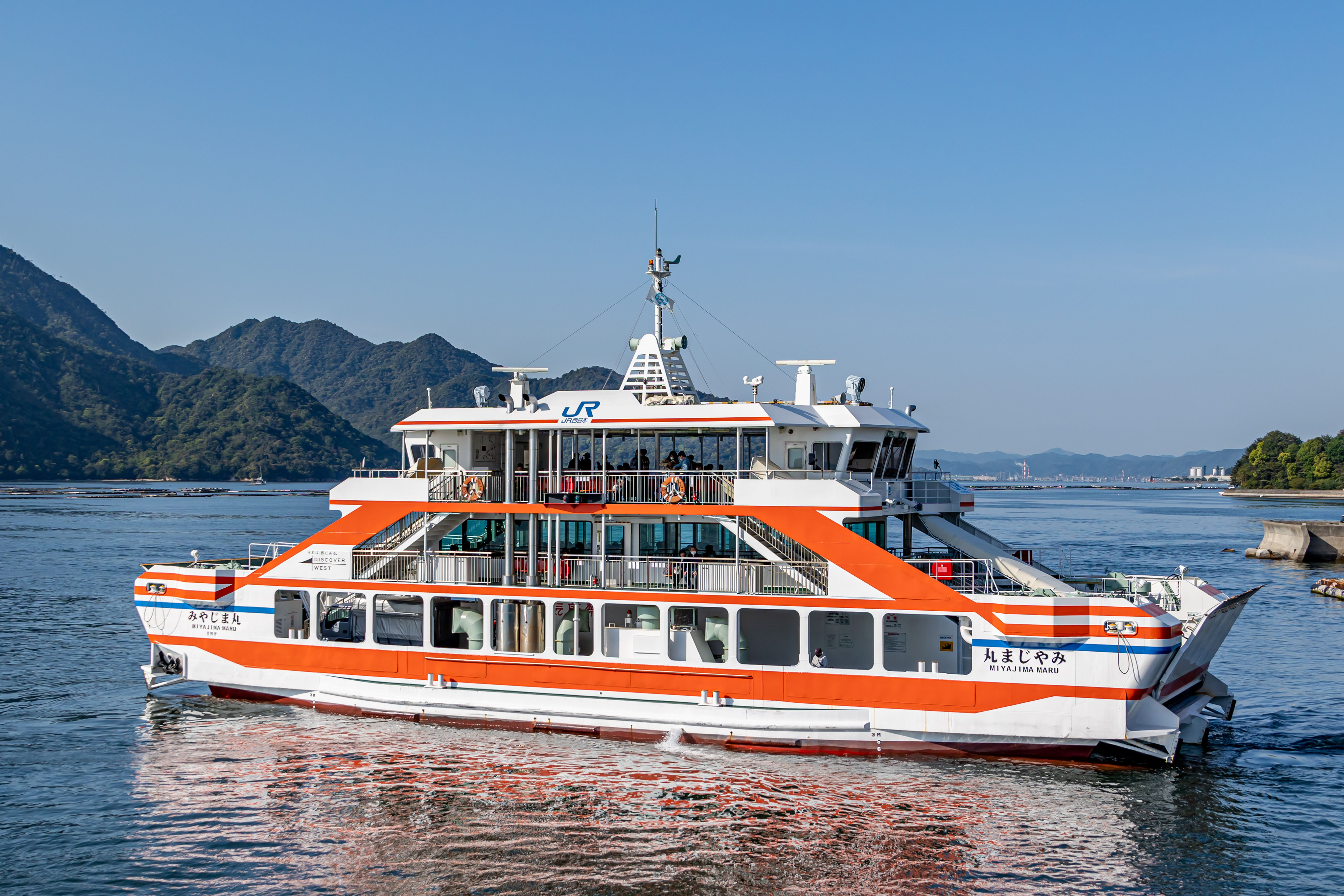
みやじま丸

## 沿革
- 2009年2月2日 - 設立。
- 2009年4月1日 - JR西日本より宮島航路を譲り受け、運航開始。